# Numeração de Sosa-Stradonitz
Numeração de Sosa-Stradonitz (ou sistema de numeração de Eyzinger-Sosa-Stradonitz) é um sistema de numeração dos antepassados nas genealogias ascendentes, também conhecido por método Stradonitz ou Ahnentafel. 
Foi Michel Eyzinger que, em 1590, utilizou pela primeira vez um sistema de numeração dos antepassados nas genealogias ascendentes. Este método foi redescoberto, em 1676, por Jerónimo de Sosa, e recuperado, em 1898, por Stephan Kekulé von Stradonitz, que o divulgou.  Desde então este método tornou-se de uso universal. 

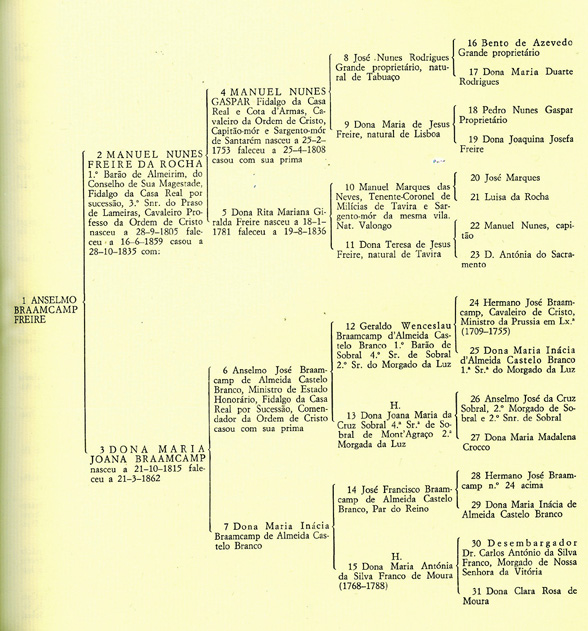
Costados de Anselmo Braamcamp Freire pelo método Stradonitz

.

## O método Stradonitz

### Sistema de numeração
Este método atribui o n.º 1 ao indivíduo cuja genealogia se estuda (o sujeito, chamado de cujus ou probandus), o n.º 2 ao seu pai e o n.º 3 à sua mãe. Os seus avós paternos terão os números 4 e 5, e os avós maternos terão os números 6 e 7. Cada homem tem um número que é o dobro do número do seu filho (2n) e o número de cada mulher é o dobro do número do seu filho mais 1 (2n + 1). 
Por exemplo: 
- os pais do n.º 6 são o n.º 12 e o n.º 13;
- o n.º 23 é mulher do n.º 22, que são pais do n.º 11.

Cada grau de ascendência tem um efectivo teórico correspondente à potência de 2 do seu grau. Simultaneamente o menor número de ascendência desse grau é igual ao efectivo teórico do mesmo grau. Deste modo, no grau dos trisavós, do qual o efectivo teórico é 16 (24), o menor número de ascendência é o 16 (o avô paterno do avô paterno do sujeito). 

### Árvore de costados
| Sujeito (grau “zero”)    | Pais Primeiro grau       | Avós Segundo grau        | Bisavós Terceiro grau    | Trisavós Quarto grau      | Tetravós Quinto grau      |
| ------------------------ | ------------------------ | ------------------------ | ------------------------ | ------------------------- | ------------------------- |
| efectivo do grau: 1 = 20 | efectivo do grau: 2 = 21 | efectivo do grau: 4 = 22 | efectivo do grau: 8 = 23 | efectivo do grau: 16 = 24 | efectivo do grau: 32 = 25 |
| 1: De cujus ou probandus | 2: pai de 1              | 4: pai de 2              | 8: pai de 4              | 16: pai de 8              | 32: pai de 16             |
| 1: De cujus ou probandus | 2: pai de 1              | 4: pai de 2              | 8: pai de 4              | 16: pai de 8              | 33: mãe de 16             |
| 1: De cujus ou probandus | 2: pai de 1              | 4: pai de 2              | 8: pai de 4              | 17: mãe de 8              | 34: pai de 17             |
| 1: De cujus ou probandus | 2: pai de 1              | 4: pai de 2              | 8: pai de 4              | 17: mãe de 8              | 35: mãe de 17             |
| 1: De cujus ou probandus | 2: pai de 1              | 4: pai de 2              | 9: mãe de 4              | 18: pai de 9              | 36: pai de 18             |
| 1: De cujus ou probandus | 2: pai de 1              | 4: pai de 2              | 9: mãe de 4              | 18: pai de 9              | 37: mãe de 18             |
| 1: De cujus ou probandus | 2: pai de 1              | 4: pai de 2              | 9: mãe de 4              | 19: mãe de 9              | 38: pai de 19             |
| 1: De cujus ou probandus | 2: pai de 1              | 4: pai de 2              | 9: mãe de 4              | 19: mãe de 9              | 39: mãe de 19             |
| 1: De cujus ou probandus | 2: pai de 1              | 5: mãe de 2              | 10: pai de 5             | 20: pai de 10             | 40: pai de 20             |
| 1: De cujus ou probandus | 2: pai de 1              | 5: mãe de 2              | 10: pai de 5             | 20: pai de 10             | 41: mãe de 20             |
| 1: De cujus ou probandus | 2: pai de 1              | 5: mãe de 2              | 10: pai de 5             | 21: mãe de 10             | 42: pai de 21             |
| 1: De cujus ou probandus | 2: pai de 1              | 5: mãe de 2              | 10: pai de 5             | 21: mãe de 10             | 43: mãe de 21             |
| 1: De cujus ou probandus | 2: pai de 1              | 5: mãe de 2              | 11: mãe de 5             | 22: pai de 11             | 44: pai de 22             |
| 1: De cujus ou probandus | 2: pai de 1              | 5: mãe de 2              | 11: mãe de 5             | 22: pai de 11             | 45: mãe de 22             |
| 1: De cujus ou probandus | 2: pai de 1              | 5: mãe de 2              | 11: mãe de 5             | 23: mãe de 11             | 46: pai de 23             |
| 1: De cujus ou probandus | 2: pai de 1              | 5: mãe de 2              | 11: mãe de 5             | 23: mãe de 11             | 47: mãe de 23             |
| 1: De cujus ou probandus | 3: mãe de 1              | 6: pai de 3              | 12: pai de 6             | 24: pai de 12             | 48: pai de 24             |
| 1: De cujus ou probandus | 3: mãe de 1              | 6: pai de 3              | 12: pai de 6             | 24: pai de 12             | 49: mãe de 24             |
| 1: De cujus ou probandus | 3: mãe de 1              | 6: pai de 3              | 12: pai de 6             | 25: mãe de 12             | 50: pai de 25             |
| 1: De cujus ou probandus | 3: mãe de 1              | 6: pai de 3              | 12: pai de 6             | 25: mãe de 12             | 51: mãe de 25             |
| 1: De cujus ou probandus | 3: mãe de 1              | 6: pai de 3              | 13: mãe de 6             | 26: pai de 13             | 52: pai de 26             |
| 1: De cujus ou probandus | 3: mãe de 1              | 6: pai de 3              | 13: mãe de 6             | 26: pai de 13             | 53: mãe de 26             |
| 1: De cujus ou probandus | 3: mãe de 1              | 6: pai de 3              | 13: mãe de 6             | 27: mãe de 13             | 54: pai de 27             |
| 1: De cujus ou probandus | 3: mãe de 1              | 6: pai de 3              | 13: mãe de 6             | 27: mãe de 13             | 55: mãe de 27             |
| 1: De cujus ou probandus | 3: mãe de 1              | 7: mãe de 3              | 14: pai de 7             | 28: pai de 14             | 56: pai de 28             |
| 1: De cujus ou probandus | 3: mãe de 1              | 7: mãe de 3              | 14: pai de 7             | 28: pai de 14             | 57: mãe de 28             |
| 1: De cujus ou probandus | 3: mãe de 1              | 7: mãe de 3              | 14: pai de 7             | 29: mãe de 14             | 58: pai de 29             |
| 1: De cujus ou probandus | 3: mãe de 1              | 7: mãe de 3              | 14: pai de 7             | 29: mãe de 14             | 59: mãe de 29             |
| 1: De cujus ou probandus | 3: mãe de 1              | 7: mãe de 3              | 15: mãe de 7             | 30: pai de 15             | 60: pai de 30             |
| 1: De cujus ou probandus | 3: mãe de 1              | 7: mãe de 3              | 15: mãe de 7             | 30: pai de 15             | 61: mãe de 30             |
| 1: De cujus ou probandus | 3: mãe de 1              | 7: mãe de 3              | 15: mãe de 7             | 31: mãe de 15             | 62: pai de 31             |
| 1: De cujus ou probandus | 3: mãe de 1              | 7: mãe de 3              | 15: mãe de 7             | 31: mãe de 15             | 63: mãe de 31             |

A maioria das árvores de costados que se encontram à venda no comércio, são impressas em folhas de formato A4, apresentam os espaços para preencher o sujeito e 4 gerações de ascendentes, ou seja 31 pessoas (1 sujeto + 30 antepasados). 
Se pretendemos apresentar, por exemplo, os antepassados do n.° 24, utilizamos uma nova folha onde o sujeito em quem se inicia será o n.° 24, seguido dos antepassados dos diferentes graus: 48-49, 96-97-98-99, 192-193-194-195-196-197-198-199, 384-385-386-387-388-389-390-391-392-393-394-395-396-397-398-399; e se pretendermos apresentar os antepassados do n.° 399, criaremos outra folha onde o sujeito será o n.° 399, com os respectivos antepassados, e assim sucessivamente.

### Regras gerais
- O n.º 1 pode ser homem ou mulher (o sujeito);
- Todos os outros números ímpares são mulheres;
- Os números pares são sempre homens;
- O pai de n é 2n, a mãe de n é 2n +1;
- Os antepassados por varonia (linha masculina) têm sempre números que são potência de base 2.

- Uma análise mais avançada exige algumas noções matemáticas: 
  - O grau de ascendência obtém-se a partir do logaritmo de base 2 do número de ascendência (mais exactamente a sua parte inteira);
  - Uma vez conhecido o grau de ascendência, a escrita do número em sistema binário dá-nos o detalhe da filiação.

Por exemplo: o número 38. 
38 está compreendido entre 25=32 e 26=64, está então no 5º grau de ascendência. 
Converte-se 38 em base 2: 38=32+4+2=1*32+0*16+0*8+1*4+1*2+0*1, ou seja o número binário 100110. Retira-se o 1 inicial e convertem-se os números restantes substituíndo 0 por pai e 1 por mãe.
A partir do de cujus o antepassado n.º 38 obtém-se tomando o seu pai (0), o pai deste (0), a mãe deste último (1), a mãe desta (1), e finalmente o pai desta última (0).
Deste modo, quando um genealogista se refere ao n.º 71, deduzimos que se trata da mulher do n.º 70, mãe do n.º 35, que é avó materna do n.º 17, a trisavó casada como o trisavô por varonia do de cujus.

## Carácter abstracto da numeração e implexo
Do modo geral, a partir de um certo grau de ascendência, muito variável conforme os casos, os quadros são imcompletos, mas a numeração permite manter a coerência: os antepassados desconhecidos têm o seu número previsto, em função do seu lugar na árvore de costados. 
A numeração prevê 2n ascendentes do grau n. O aumento indefinido do número de ascendentes não é possível: se recuarmos suficientemente na pesquisa da ascendência encontraremos inevitavelmente as mesmas pessoas em muitos lugares diferentes. Este fenómeno é chamado implexo. Nestes caso, um mesmo antepassado terá vários números de ascendência, cada número corespondendo a cada um dos lugares que ocupa no quadro da ascendência. 
Na prática, o implexo é frequente, mesmo num pequeno espaço de gerações, ligado a uma maior ou menor tendência à endogamia. 

## Lista de ascendentes
Existe uma apresentação alternativa à das árvores de costados, a lista de ascendentes, que é muito mais compacta. 